# 粗棘蜥䲗屬
粗棘蜥䲗屬（學名：Centrodraco）為鱸形目蜥䲗科下的一個屬，分佈在太平洋、印度洋及大西洋的深水區。

## 種
目前辨認出13個種：
- 柄斑粗棘蜥䲗（C. abstractum）
- 短鰭粗棘蜥䲗（C. acanthopoma）
- 鞍斑粗棘蜥䲗（C. atrifilum）
- 海脊粗棘蜥䲗（C. gegonipus）
- 栗色粗棘蜥䲗（C. insolitus）
- 線紋粗棘蜥䲗（C. lineatus）
- 中坊氏粗棘蜥䲗（C. nakaboi）
- 巴西粗棘蜥䲗（C. oregonus）
- 飾妝粗棘蜥䲗（C. ornatus）
- 蟲紋粗棘蜥䲗（C. otohime）
- 珠點粗棘蜥䲗（C. pseudoxenicus）
- 微紅粗棘蜥䲗（C. rubellus）
- 條紋粗棘蜥䲗（C. striatus）

## 文獻
1. ↑  Froese, R. & Pauly, D. (eds.) (2014). Species of Centrodraco. FishBase. Version 2014-06.